# 1832 en Belgique
Chronologie de la Belgique
- 1828
- 1829
- 1830
- 1831
- 1832
- 1833
- 1834
- 1835
- 1836

Cette page recense des événements qui se sont produits durant l'année 1832 en Belgique.

## Événements
- 13 février : l'École de musique instrumentale et vocale devient le Conservatoire royal de Bruxelles, sous la direction du compositeur François-Joseph Fétis.
- 15 février : appel d'offres du gouvernement belge pour la construction de la première ligne de chemin de fer à vapeur du continent européen pour voyageurs à partir de Bruxelles.
- 5 juin : loi monétaire. Naissance du franc belge[1].
- 11 juillet : naissance de l'Ordre de Léopold.
- 9 août : le roi Léopold Ier épouse la princesse Louise d'Orléans.
- 22 août : la mort de l’industriel Henri De Gorge, emporté par le choléra, risque de compromettre l’achèvement de la cité ouvrière du Grand-Hornu une des plus modernes d’Europe à l’époque. Les travaux qui ont débuté en 1819, imposent très vite le complexe comme un modèle du genre pour son efficacité et son confort.
- 16 septembre : démission du gouvernement de Muelenaere.
- 22 septembre : inauguration du canal Bruxelles-Charleroi.
- 20 octobre : installation du gouvernement Goblet.
- 15 novembre : début du siège de la citadelle d'Anvers, tenue par les troupes néerlandaises commandées par le général David Chassé, par les troupes françaises du maréchal Étienne Maurice Gérard.
- 23 décembre : capitulation de la citadelle d’Anvers, que la France remet aux Belges.

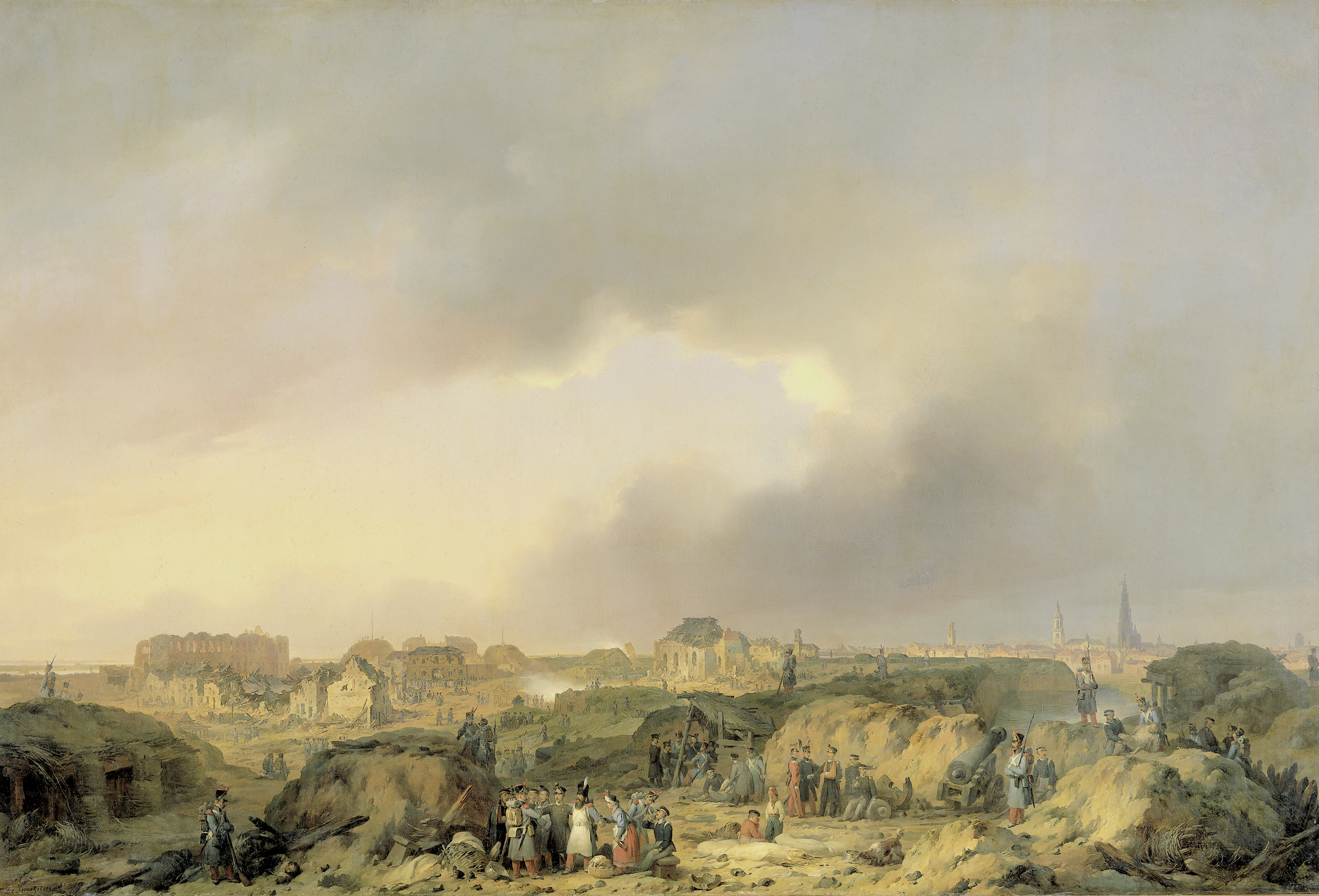
Vue de la citadelle d'Anvers après le bombardement de 1832 (Ferdinand de Braekeleer).

## Culture

### Architecture

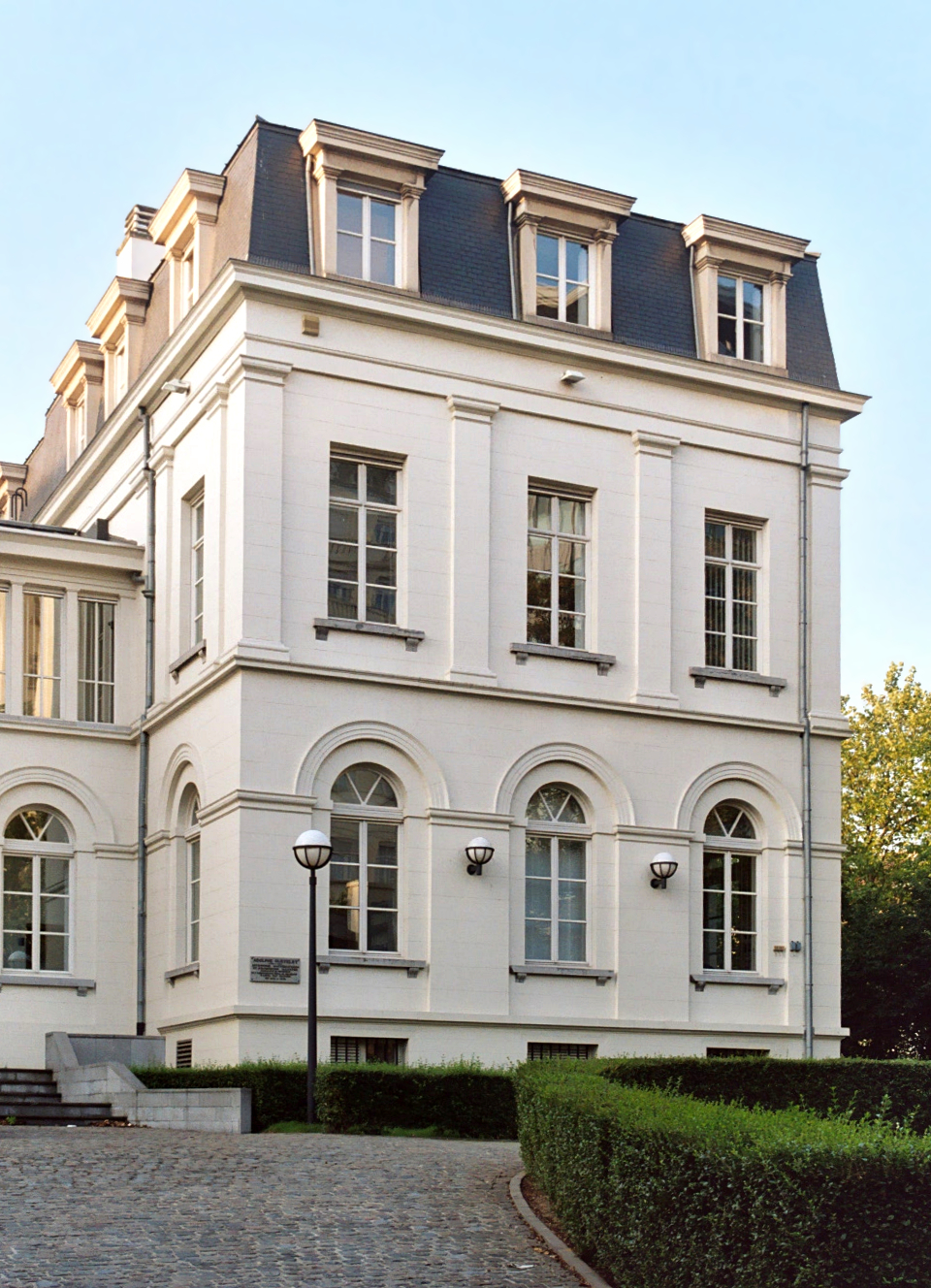
Ancien observatoire royal de Bruxelles (style néoclassique)

### Peinture
Le prix de Rome belge est attribué à Antoine Wiertz.

## Sciences
- Le physicien Joseph Plateau invente le phénakistiscope.

## Naissances
- 2 février : Gédéon Bordiau, architecte.
- 25 mars : Charles Wiener, graveur, médailleur.
- 21 août : Charles de Harlez, orientaliste.
- 11 novembre : Paul Goethals, prêtre, missionnaire.
- 10 décembre : Antoine Stillemans, prêtre.

## Décès
- 18 février : François Joseph Beyts, homme politique.
- 22 août : Henri De Gorge, industriel.
- 30 décembre : Louis Évain, militaire, homme politique.